# 심곡로 (부천시)
심곡로(Simgok-ro)는 경기도 부천시 소사구 심곡본동에 있는 부천시도로, 총 연장은 1.090 km이다. 당 도로명은 옛날 자연부락인 깊은 구지의 한자식 표기로 법정동 명칭인 심곡본동을 활용하는 것에서 유래하였다.

## 역사
- 2009년 11월 12일 : 도로명으로 심곡로를 고시

## 주요 경유지
- 부천시
  - 소사구
    - 심곡본동

## 접촉하는 도로
- 경인로 (국도 제39호선, 국도 제46호선)
- 성주로

## 주변 건물 및 시설
- 에이스탑빌 (심곡로 7/심곡본동 588-4)
- 뉴파인빌 (심곡로 17-2/심곡본동 593-3)
- 삼성조은빌 (심곡로 27-5/심곡본동 600-7)
- 경동연립 (심곡로 28-2/심곡본동 578-6)
- 청솔노블빌 (심곡로 37/심곡본동 607-19)
- 보광리치빌 (심곡로 37-1/심곡본동 607-20)
- 모아홈플러스 (심곡로 38/심곡본동 579-22)
- 경원탑스빌 (심곡로 40/심곡본동 579-25)
- 동관리치빌 3차 (심곡로 61/심곡본동 622)
- 삼경그린빌 (심곡로 70/심곡본동 586-3)
- 새서울연립 (심곡로 72/심곡본동 755-1)
- 아남아파트 (심곡로 83/심곡본동 634)